# Hagerstown (Indiana)
Hagerstown és una població dels Estats Units a l'estat d'Indiana. Segons el cens del 2000 tenia 1.768 habitants.

## Demografia
Segons el cens del 2000, Hagerstown tenia 1.768 habitants, 787 habitatges, i 498 famílies. La densitat de població era de 491,1 habitants/km².
Dels 787 habitatges en un 28,8% hi vivien nens de menys de 18 anys, en un 52,5% hi vivien parelles casades, en un 8,4% dones solteres, i en un 36,6% no eren unitats familiars. En el 34,6% dels habitatges hi vivien persones soles el 34,6% de les quals corresponia a persones de 65 anys o més que vivien soles. El nombre mitjà de persones vivint en cada habitatge era de 2,25 i el nombre mitjà de persones que vivien en cada família era de 2,86.
Per edats la població es repartia de la següent manera: un 24% tenia menys de 18 anys, un 7% entre 18 i 24, un 28,1% entre 25 i 44, un 23,9% de 45 a 60 i un 17,1% 65 anys o més.
L'edat mediana era de 39 anys. Per cada 100 dones de 18 o més anys hi havia 82,1 homes.
Entorn del 0,8% de les famílies i l'1,8% de la població estaven per davall del llindar de pobresa.

## Poblacions més properes
El següent diagrama mostra les poblacions més properes.